# Wilfried Klingbiel
Wilfried Klingbiel (* 21. Juni 1939 in Stendal) ist ein ehemaliger deutscher Fußballspieler. In der höchsten Spielklasse des DDR-Fußballs, der Oberliga, spielte er für die BSG Lokomotive Stendal, den SC Dynamo Berlin und den 1. FC Magdeburg. Er absolvierte sechs Einsätze in der DDR-A-Nationalmannschaft.

## Sportliche Laufbahn

### Gemeinschafts- und Clubstationen
Ihren Anfang nahm die Fußballkarriere von Wilfried Klingbiel in der Altmarkstadt Stendal, wo er ab 1948 in einer Schulmannschaft spielte, die der SG Stendal-Nord angeschlossen war. Sein Vater Walter, selbst talentierter Spieler im Stendal der 1920er-Jahre, unterstützte die Laufbahn des Filius auf allen Ebenen.
Aus der SG Stendal-Nord entwickelte sich später die BSG Lokomotive Stendal, die ab 1949 in der höchsten ostdeutschen Spielklasse, der Oberliga, vertreten war. Klingbiel wurde 1952 offiziell Mitglied der Betriebssportgemeinschaft (BSG) Lokomotive und gewann sowohl mit der B- als auch der A-Jugendmannschaft die Bezirksmeisterschaft. 1957 bestand er das Abitur und begann anschließend eine Schlosserlehre beim Reichsbahnausbesserungswerk, dem Trägerbetrieb der BSG.
Bereits als 17-Jähriger bestritt er am 18. März 1957 sein erstes Oberligaspiel in der Begegnung beim SC Einheit Dresden (2:4). Die Saison, in der sich Klingbiel als Stürmer meist auf der Linksaußenposition etablierte, verlief für Lok nicht gut, denn am Ende stand die Mannschaft nach neun Jahren Oberliga auf einem Abstiegsplatz. Zwar gelang im Folgejahr der sofortige Wiederaufstieg, zu dem Klingbiel eine zweistellige Trefferzahl beitrug, aber nach der Spielzeit 1959 musste die Lok-Elf wieder den Weg in die Zweitklassigkeit antreten.
Nachdem Klingbiel am 29. Juni 1958 sein A-Länderspieldebüt in der Begegnung DDR gegen Polen gefeiert hatte, wollte er als Nationalspieler nicht weiter in der Zweitklassigkeit spielen, und so verließ Klingbiel Stendal und schloss sich dem SC Dynamo Berlin an, der die Saison 1959 als Oberligadritter abgeschlossen hatte. Sein erstes Oberligapunktspiel für die Berliner bestritt er bereits am 1. Spieltag, dem 20. März 1960 beim 0:3 gegen Lok Leipzig. Mit Dynamo erreichte er 1960 die DDR-Vizemeisterschaft und spielte am 10. Juni 1962 im ostdeutschen Pokalwettbewerb das Finale gegen den SC Chemie Halle, das die Ost-Berliner mit 1:3 verloren.
Zu Beginn der Spielzeit 1964/65 schloss sich Klingbiel dem SC Aufbau Magdeburg an, der nach der mageren Torausbeute von 25 Toren in 26 Oberligapunktspielen der Vorsaison dringend nach einem neuen Stürmer gesucht hatte. Hier feierte er am 8. Mai 1965 den größten Erfolg seiner Fußballerlaufbahn beim 2:1-Sieg gegen den SC Motor Jena im Endspiel um den DDR-Fußballpokal. Mit seinen fünf Toren im Viertel- und Halbfinale hatte Klingbiel maßgeblichen Anteil am Erreichen des Finales. Nachdem seine Länderspielkarriere bereits seit einigen Jahren beendet war, kam Klingbiel mit sieben Spielen im Europapokal der Pokalsieger in der Saison 1965/66 für den FCM noch einmal zu internationalen Einsätzen. Im Viertelfinale unterlag man knapp West Ham United, die mit den späteren Weltmeistern des Jahres 1966, Bobby Moore, Geoff Hurst und Martin Peters, antraten.
In den Punktspielen für den 1. FCM gelang Klingbiel jedoch kein einziges Tor und am Ende der Saison 1965/66 verabschiedete er sich in Richtung Eisenhüttenstadt, wo er inzwischen 27-jährig bei der zweitklassigen BSG Stahl anheuerte. Dort hatte er nach vier Jahren endlich wieder ein Erfolgserlebnis, als seiner Mannschaft 1969 der Aufstieg in die Oberliga gelang. Dort kam er aber nicht mehr zum Einsatz und so standen insgesamt 156 Erstligaeinsätze mit 19 Treffern zu Buche.
Mit 30 Jahren schloss er sich der BSG Stahl Brandenburg in der drittklassigen Potsdamer Bezirksliga an. Auch diese Mannschaft führte er 1969/70 zum Aufstieg in die zweitklassige DDR-Liga. Er spielte in vier Spieljahren im ostdeutschen Unterhaus für die Havelstädter, am Ende bereits als Spielertrainer. Bis 1975 agierte er als Übungsleiter der Stahl-Elf und wirkte später im Trainingszentrums mit.

### Auswahleinsätze
Schon 1956 erhielt Klingbiel seine erste Berufung durch den DFV für ein Auswahlteam. Er begann zunächst in der DDR-Juniorennationalmannschaft. Bereits in seinem Debüt gegen Polen (1:3) machte er mit dem von ihm erzielten einzigen DDR-Treffer nachdrücklich auf sich aufmerksam. 1957 nahm er mit der ostdeutschen U-18 am UEFA-Juniorenturnier in Spanien teil. Mit zwei Niederlagen schied das Team um Klingbeil bereits in der Vorrunde aus. Insgesamt bestritt er sieben Juniorenländerspiele.
Dem Juniorenalter entwachsen absolvierte er fünf Begegnungen in der DDR-Nachwuchsauswahl. Noch als Spieler bei Lok Stendal kam er zweimal in der B-Nationalmannschaft zum Einsatz, insgesamt wurden es bis 1965, da längst beim FCM, sechs Spiele.
Sein erstes A-Länderspiel bestritt Klingbiel noch als Spieler von Lok Stendal am 29. Juni 1958 in Rostock gegen Polen. Beim 1:1 schoss er als Linksaußen sogleich sein erstes A-Länderspieltor. Es blieb allerdings bei diesem einen Tor, deshalb nimmt sich seine A-Länderspiel-Bilanz mit insgesamt sechs Einsätzen, davon noch vier für den SC Dynamo Berlin, bescheiden aus. Sein letztes Spiel mit der Nationalmannschaft war das WM-Qualifikationsspiel gegen Ungarn am 10. September 1961 in Berlin, das mit einer 2:3-Niederlage endete. In allen seinen A-Länderspielen wurde Klingbiel als Linksaußen eingesetzt.
Ein kurzes Gastspiel gab Klingbiel in der DDR-Olympiaauswahl. Am 23. September 1959 bestritt er ebenfalls als Linksaußen das Rückspiel in der innerdeutschen Qualifikation, das die DFV-Vertretung gegen die DFB-Amateurnationalmannschaft mit 1:2 verlor und somit nach der 0:2-Hinspielniederlage die Olympiateilnahme verpasste.

## Berufliche Laufbahn
Wilfried Klingbiel ist Diplom-Maschinenbauingenieur (FH) und war seit 1969 im Stahl- und Walzwerk Brandenburg beschäftigt. Nach der Wende wechselte er sein Betätigungsfeld und ging zur Johanniter-Unfall-Hilfe, wo er bis zum 65. Lebensjahr als Vorstandsmitglied der Kreisverbände in Brandenburg/Havel und Berlin tätig war.